# 世界华商大会
世界华商大会（英語：World Chinese Entrepreneurs Convention，縮寫WCEC）是一个每两年举办一次的商务论坛。参与者是全球的工商界华人。

## 历史
世界华商大会最早由新加坡中华总商会、香港中華總商會、泰國中華總商會发起和组织，并于1991年在新加坡举办了首届世界华商大会。1998年5月，世界華商大會的召集人組織新加坡中華總商會、香港中華總商會及泰國中華總商會在香港舉行會議並決定成立世界華商大會秘書處，以確保每兩年召開一次的世界華商大會協調、策劃與實行的連貫性和持續性，並舉辦其他活動以加強和擴展世界華商大會影響力和作用。第1屆秘書處由新加坡中華總商會擔任，任期由1999年10月至2005年10月。第2屆秘書處由香港中華總商會擔任，任期由2005年10月至2011年10月。第三屆秘書處由泰國中華總商會擔任，任期由2011年10月到2017年10月。

## 历届世界华商大会一览[1]
| 届数     | 举办时间             | 举办地点         | 大会主题                          |
| -------- | -------------------- | ---------------- | --------------------------------- |
| 第一届   | 1991年8月10日至12日  | 新加坡           | 联系世界华商 促进经济繁荣         |
| 第二届   | 1993年11月22日至24日 | 英屬香港         | 华商遍四海 五洲共繁荣             |
| 第三届   | 1995年12月2日5至日   | 泰國曼谷         | 加强世界华商联系 共谋经济发展繁荣 |
| 第四届   | 1997年8月25日至28日  | 加拿大温哥华     | 华粹展北美 商网联全球             |
| 第五届   | 1999年10月6日至9日   | 墨尔本           | 新千年的挑战                      |
| 第六届   | 2001年9月17日至19日  | 中国南京         | 华商携手新世纪 和平发展共繁荣     |
| 第七届   | 2003年7月27日至30日  | 马来西亚吉隆坡   | 寰宇华商一心一德 全球企业共存共荣 |
| 第八届   | 2005年10月9日至12日  | 汉城             | 与华商共成长 与世界共繁荣         |
| 第九届   | 2007年9月14日至17日  | 日本神户和大阪   | 和合共赢 惠及世界                 |
| 第十届   | 2009年11月20日至21日 | 菲律賓马尼拉     | 加强华商联系 促进世界繁荣         |
| 第十一届 | 2011年10月5日至7日   | 新加坡           | 新格局 新华商 新动力              |
| 第十二届 | 2013年9月24日至26日  | 中国成都         | 中国发展 华商机遇                 |
| 第十三届 | 2015年9月25日至27日  | 印度尼西亞巴厘岛 | 融聚华商·共迎在印尼               |
| 第十四届 | 2017年9月16日至17日  | 緬甸仰光         | 缅甸经济大开放 开创历史新纪元     |
| 第十五届 | 2019年10月22日至23日 | 英国伦敦         | 世界新格局，华商新机遇            |
| 第十六届 | 2023年               | 泰國曼谷         | {汇华商大智慧，谱华族新篇章}      |